# Các sắc tộc không được phân loại tại Trung Quốc
Các sắc tộc không được phân loại tại Trung Quốc (tiếng Trung: 未识别民族; bính âm: wèi shíbié mínzú; Hán-Việt: Vị thức biệt dân tộc) là các nhóm sắc tộc tại Cộng hòa Nhân dân Trung Hoa không được nước này công nhận chính thức như là một dân tộc. Các nhóm sắc tộc này có tổng cộng trên 730.000 người và họ được gộp cùng nhau trong một nhóm, trên thực tế đứng hàng thứ 20 về dân số tại Trung Quốc. Ngoài ra, còn có các nhóm sắc tộc nhỏ có thể coi là đồng nhất và đơn nhất, nhưng được phân loại như là các bộ phận của các sắc tộc lớn hơn, được chính thức công nhận như là một dân tộc.
Các ví dụ về các nhóm sắc tộc không phân loại bao gồm:
- Người Khách Gia (客家人）- được phân loại vào người Hán
- Người Bát Giáp (八甲族)
- Người Đăng (僜族)
- Người Cách Gia (革家族)
- Người Khơ Mú[1] (克木族)
- Ma Cao gốc Bồ[2] (土生葡, người có tổ tiên với huyết thống hỗn hợp Trung-Bồ Đào Nha tại Ma Cao)
- Người Mảng[3] (芒族)
- Người Yamato xuất phát từ Nhật Bản. Trong tiếng Trung Quốc, dân tộc này có tên là "Đại Hòa". Hiện họ sống tập trung ở Đại Liên, tỉnh Liêu Ninh, Trung Quốc.
- Người Ryukyu sống trên đảo đang tranh chấp Lưu Cầu (giữa Trung Quốc và Nhật Bản) và Đài Loan.
- Người Nghệ (羿族) - dân số khoảng 300
- Người Do Thái[4] (犹太)
- Người lai Á-Âu.

Các nhóm sắc tộc từng được phân loại như là một bộ phận của danh sách chính thức về 56 dân tộc được công nhận:
- Người Akha, nay được phân loại thuộc nhóm người Hà Nhì
- Người Äynu hay Ainu, Abdal, Aini (艾努, Ngải Nỗ) - được phân loại chính thức như là người Duy Ngô Nhĩ
- Người Xuyên Thanh - được phân loại chính thức như là người Hán
- Người Đao Lãng (刀朗族 hay 多朗族) - được phân loại chính thức như là người Duy Ngô Nhĩ
- Người Khổ Thông (苦聪族) - được phân loại chính thức như là người Lạp Hỗ
- Người Hạ Nhĩ Ba (夏尔巴人)- được phân loại chính thức như người Tạng
- Người Kachee- nhóm dân tộc đến từ các quốc gia Hồi Giáo Trung Á và nay sinh sống tại Tây Tạng, hay còn được gọi là người Tạng Hồi, được phân loại chính thức là người Tạng
- Người Huệ An Nữ (惠安女族) - được phân loại chính thức như là người Hán
- Người Ma Thoa (摩梭族)[5] - được phân loại chính thức như là người Nạp Tây
- Người Đạn (掸族) - đôi khi được phân loại như là người Bố Y, đôi khi lại như là người Tráng và đôi khi là không phân loại
- Người Tuva (图瓦族, Đồ Ngõa) - được phân loại chính thức như là người Mông Cổ
- Utsul (占族, Chiêm) - được phân loại chính thức như là người Hồi dù họ có nhiều đặc điểm giống người Malay và người Nam Đảo hơn.
- Người Đản (蜑族)- là nhóm người không có quê hương cố định, thường sống trên thuyền ở dọc bờ biển Trung Quốc. Họ được phân loại là người Hán. Một nhóm nhỏ có đến Việt Nam sinh sống và được phân loại vào nhóm người Ngái.